# محمدشهاب گنابادی
محمدشهاب گنابادی (سید جلالی) وزیر مسکن و شهرسازی در دولت‌های محمدعلی رجایی، محمدجواد باهنر، کابینهٔ موقت محمدرضا مهدوی کنی و دولت اول میرحسین موسوی بوده است.
وی همینک به عنوان کارشناس رسمی دادگستری در رشته راه و ساختمان بوده و عضو هیئت مدیره کانون کارشناسان رسمی دادگستری تهران نیز می باشد.

## زندگی
مهندس محمد شهاب گنابادی به سال ۱۳۲۱ در تهران متولد شد و پس از اتمام تحصیلات ابتدایی و متوسطه در سال ۱۳۴۰ به استخدام وزارت آموزش و پرورش درآمد و ضمن انجام خدمت مقدس معلمی به تحصیل دانشگاهی نیز پرداخت و در سال ۱۳۴۹ فارغ التحصیل رشته راه و ساختمان از دانشگاه علم و صنعت ایران گردد. 
وی که از نوادگان میرزا جلال‌الدین محمد حکیم جنابدی طبیب شاه اسماعیل یکم و  واقف بزرگ خیرآباد و شادغول در کاشمر است. 
طی سالهای ۱۳۵۰ تا ۱۳۵۴ رئیس هنرستان کارآموز تهران و یکی از پایه گذاران انجمن اسلامی معلمان بود و تا سال ۱۳۵۶ بعلت اینکه از سوی رژیم پهلوی، شغلی به وی ارجاع نمی شد از ادامه فعالیت های آموزشی و اداری محروم بود. 
در اواخر سال ۱۳۵۷ قبل از پیروزی انقلاب اسلامی و ورود روح‌الله خمینی، عضو واحد انتظامات در کمیته استقبال از وی بود و پس از پیروزی انقلاب در اسفند ماه ۱۳۵۷ به سمتهای مدیر کل آموزش فنی و حرفه ای و معاونت فنی و حرفه ای وزارت آموزش و پرورش منصوب شد.
مهندس گنابادی از ۲۰ شهریور ۱۳۵۹ تا تاریخ اول شهریور ماه ۱۳۶۲ در کابینه های رجایی، باهنر, مهدوی کنی و مهندس موسوی با سمت وزیر مسکن و شهرسازی انجام وظیفه نموده و وی اولین وزیر استیضاح شده جمهوری اسلامی است.
مهندس گنابادی بعد از اختلافات بر سر زمین های سعادت آباد (در زمان ریاست جمهوری ایت الله خامنه ای) و حاکم شرع توسط نخست وزیر امام عزل شد ولی موسوی اعلام کرد که گنابادی استعفا داده.
تعیین شدن آقایان محمد شهاب گنابادی، اسکندر کریمیان و بهروز خواجوی به عنوان اعضای شورای عالی فنی موضوع ماده واحده لایحه قانونی راجع به اصلاح تبصره (80) قانون بودجه سال 1356 کل کشور مصوب 1358.

گنابادی تمام جلسات دکتر علی شریعتی را شرکت کرده ولی اندیشه او برگرفته از اندیشه آیت الله روح الله خمینی است.
 هشت دوره رییس هیئت اجرایی انتخابات نظام مهندسی را بر عهده داشته و هم اکنون رئیس هيئت مديره شرکت توان ساخت است.

## مبارزات علیه حکومت پهلوی
طی سالهای ۱۳۵۰ تا ۱۳۵۴ رئیس هنرستان کارآموز تهران و یکی از پایه گذاران انجمن اسلامی معلمان به همراه دوست و برادر خود محمدعلی رجایی بود و تا سال ۱۳۵۶ بعلت اینکه از سوی رژیم پهلوی، شغلی به وی ارجاع نمی شد از ادامه فعالیت های آموزشی و اداری محروم بود. وی به همراه سیدعلی اندرزگو و محمد توسلی به مبارزه علنی علیه محمدرضاپهلوی دست میزد.